# Saint-Arroman (Gers)
Pour les articles homonymes, voir Saint-Arroman.
Saint-Arroman (Sent Arroman en gascon) est une commune française située dans le sud du département du Gers en région Occitanie. Sur le plan historique et culturel, la commune est dans le pays d'Astarac, un territoire du sud gersois très vallonné, au sol argileux, qui longe le plateau de Lannemezan.
Exposée à un climat océanique altéré, elle est drainée par, le Sousson et par divers autres petits cours d'eau. La commune possède un patrimoine naturel remarquable composé d'une zone naturelle d'intérêt écologique, faunistique et floristique.
Saint-Arroman est une commune rurale qui compte 126 habitants en 2022, après avoir connu un pic de population de 463 habitants en 1841. Elle fait partie de l'aire d'attraction d'Auch. Ses habitants sont appelés les Saint-Arromanais ou  Saint-Arromanaises.

## Géographie

### Localisation
Saint-Arroman est une commune de Gascogne située en Astarac.

### Communes limitrophes
Les communes limitrophes sont  Clermont-Pouyguillès, Esclassan-Labastide, Lagarde-Hachan, Lourties-Monbrun, Moncassin, Saint-Élix-Theux et Samaran.
| Moncassin        | Clermont-Pouyguillès | Lourties-Monbrun    |
| Saint-Élix-Theux | Saint-Arroman        | Esclassan-Labastide |
| Lagarde-Hachan   | Samaran              |                     |

### Géologie et relief
La superficie de la commune est de 1 197 ha. Son altitude varie de 192 m à 304 m.
Saint-Arroman se situe en zone de sismicité 2 (sismicité faible).

### Hydrographie
La commune est dans le bassin de la Garonne, au sein du bassin hydrographique Adour-Garonne. Elle est drainée par le Sousson, le ruisseau de Bidon, le ruisseau des Cardénaux, le ruisseau des Téchanères, le ruisseau de Terremont, le ruisseau du Cap Arriou le ruisseau du Lussian et par divers petits cours d'eau, qui constituent un réseau hydrographique de 24 km de longueur totale,.

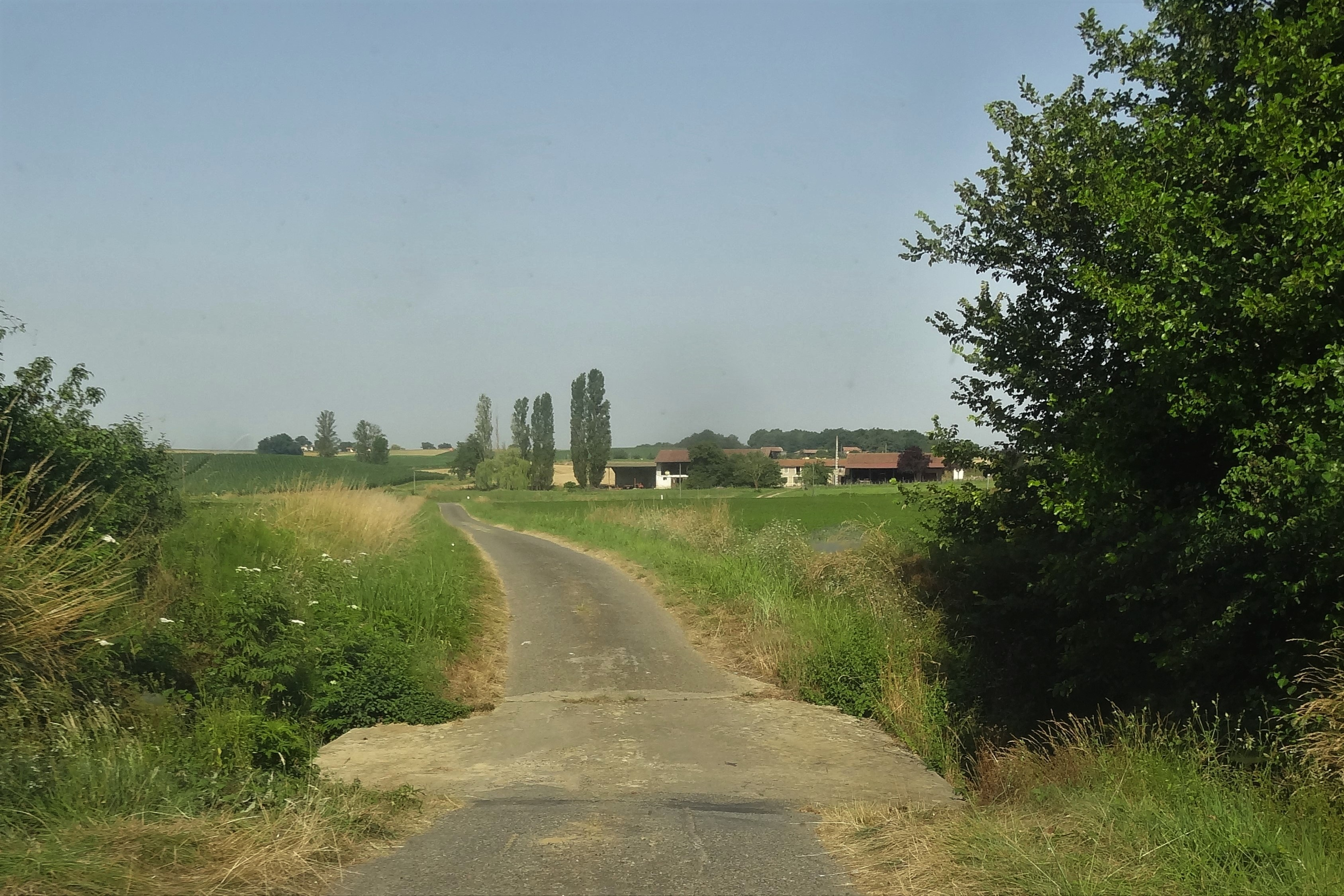
Passage à gué sur le Sousson au nord du village.
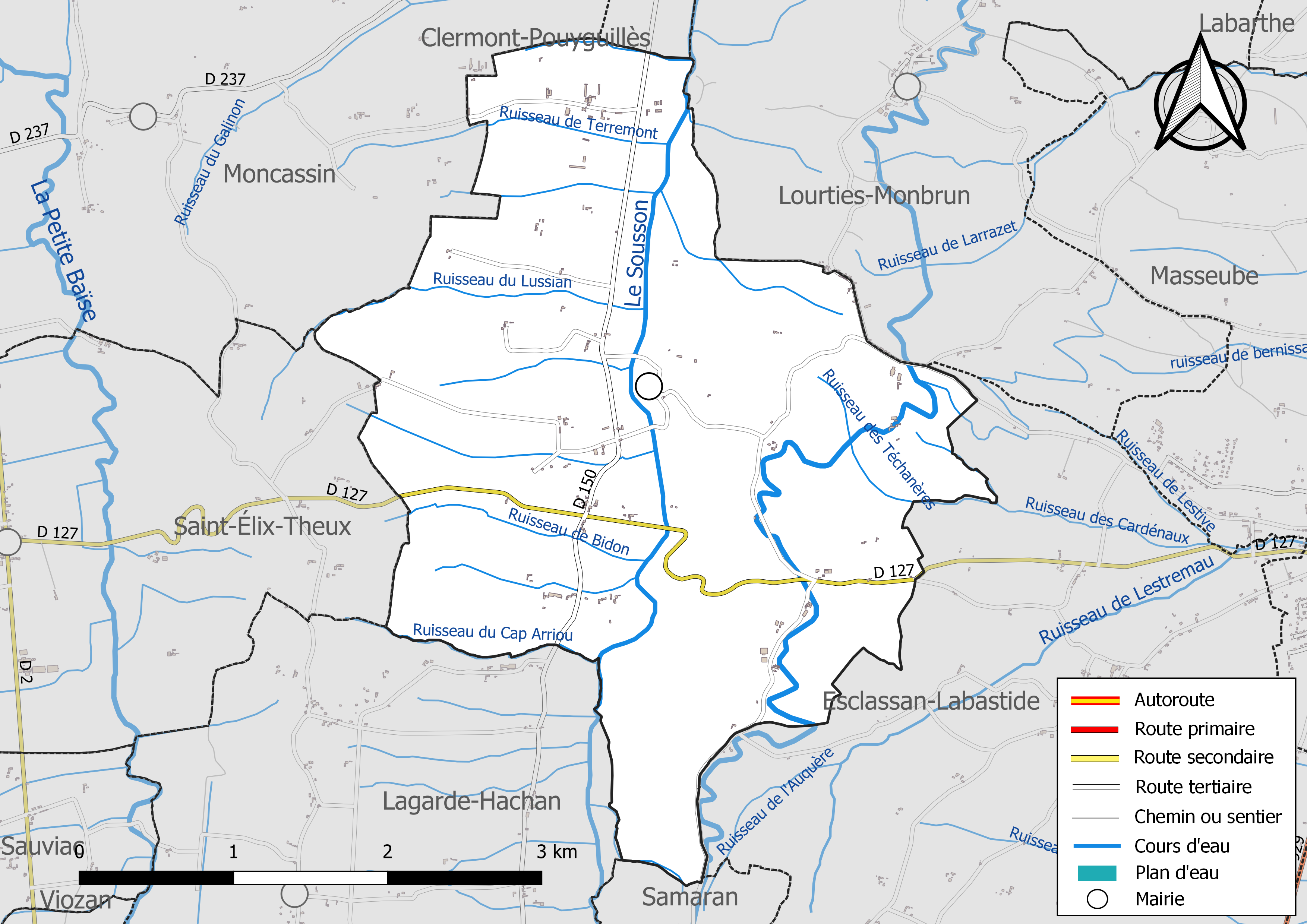
Réseaux hydrographique et routier de Saint-Arroman.

### Climat
Pour des articles plus généraux, voir Climat de l'Occitanie et Climat du Gers.
En 2010, le climat de la commune est de type climat océanique altéré, selon une étude s'appuyant sur une série de données couvrant la période 1971-2000. En 2020, Météo-France publie une typologie des climats de la France métropolitaine dans laquelle la commune est toujours exposée à un climat océanique altéré et est dans la région climatique Aquitaine, Gascogne, caractérisée par une pluviométrie abondante au printemps, modérée en automne, un faible ensoleillement au printemps, un été chaud (19,5 °C), des vents faibles, des brouillards fréquents en automne et en hiver et des orages fréquents en été (15 à 20 jours).
Pour la période 1971-2000, la température annuelle moyenne est de 12,7 °C, avec une amplitude thermique annuelle de 15,1 °C. Le cumul annuel moyen de précipitations est de 846 mm, avec 10,4 jours de précipitations en janvier et 6,5 jours en juillet. Pour la période 1991-2020, la température moyenne annuelle observée sur la station météorologique la plus proche, située sur la commune de Mirande à 13 km à vol d'oiseau, est de 13,6 °C et le cumul annuel moyen de précipitations est de 818,5 mm,. Pour l'avenir, les paramètres climatiques de la commune estimés pour 2050 selon différents scénarios d'émission de gaz à effet de serre sont consultables sur un site dédié publié par Météo-France en novembre 2022.

### Milieux naturels et biodiversité

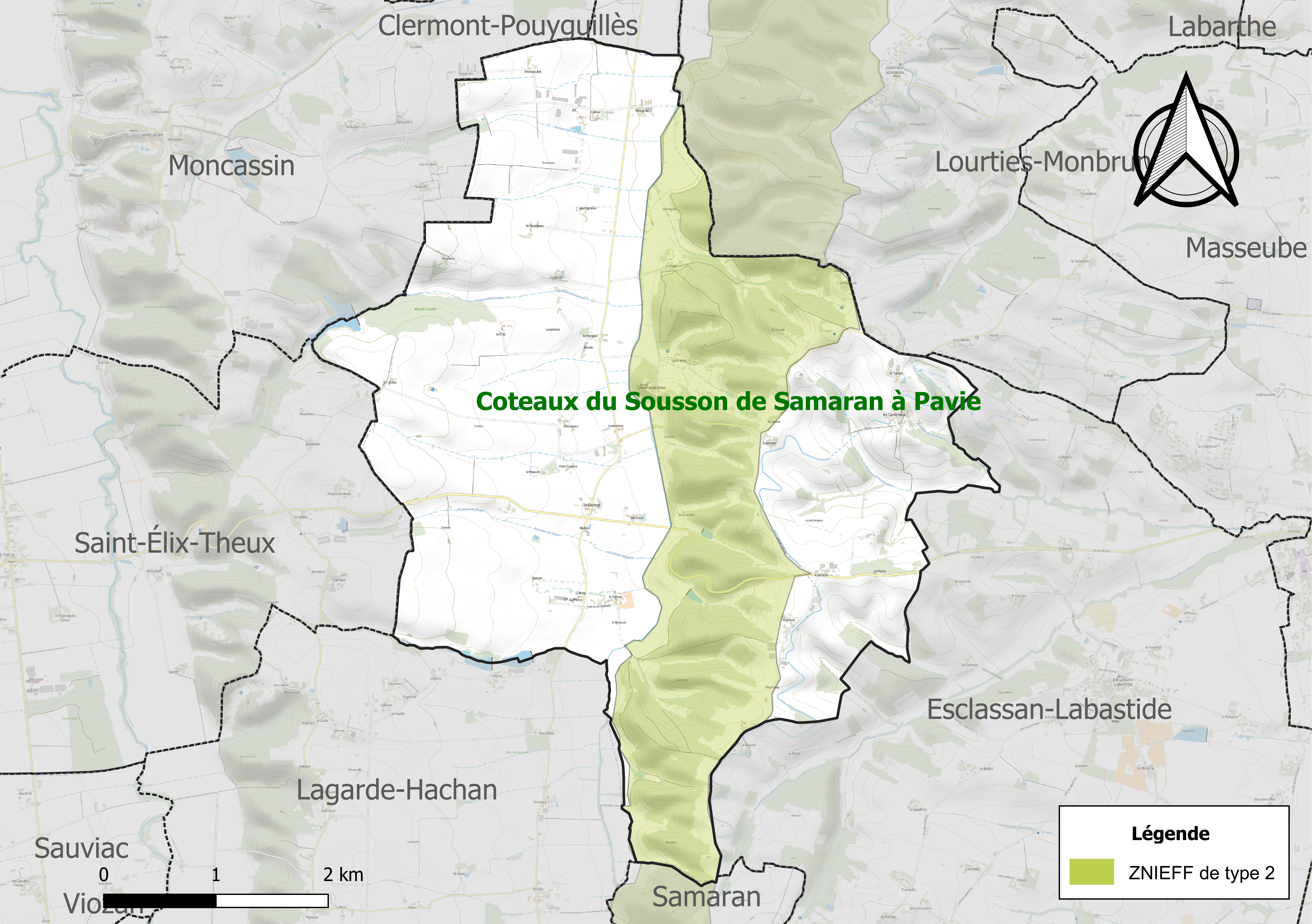
Carte de la ZNIEFF de type 2 localisée sur la commune.

L’inventaire des zones naturelles d'intérêt écologique, faunistique et floristique (ZNIEFF) a pour objectif de réaliser une couverture des zones les plus intéressantes sur le plan écologique, essentiellement dans la perspective d’améliorer la connaissance du patrimoine naturel national et de fournir aux différents décideurs un outil d’aide à la prise en compte de l’environnement dans l’aménagement du territoire.
Une ZNIEFF de type 2 est recensée sur la commune :
les « coteaux du Sousson de Samaran à Pavie » (2 695 ha), couvrant 14 communes du département.

## Urbanisme

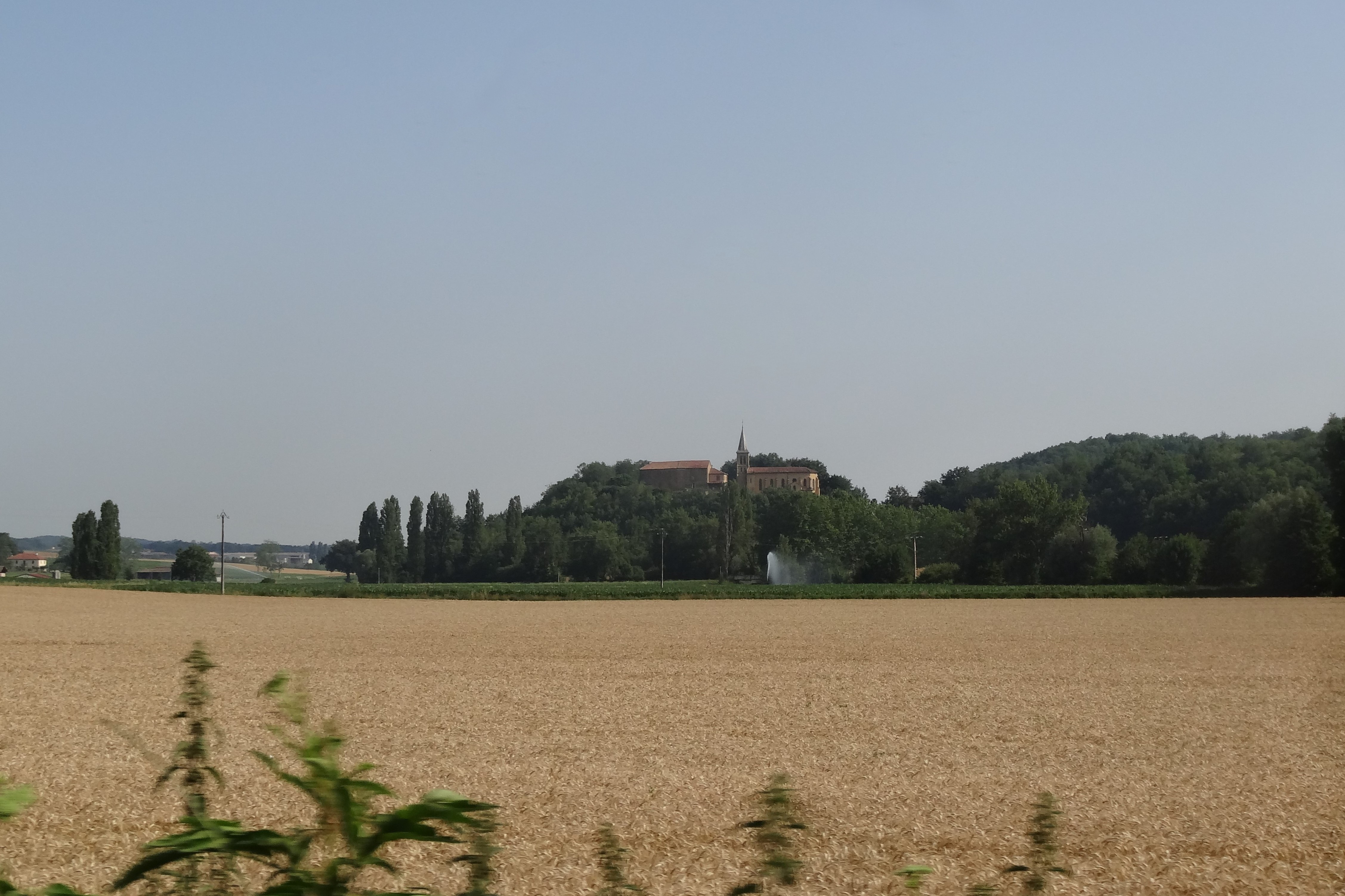
La commune s'inscrit dans un cadre rural.

### Typologie
Au 1er janvier 2024, Saint-Arroman est catégorisée commune rurale à habitat très dispersé, selon la nouvelle grille communale de densité à sept niveaux définie par l'Insee en 2022.
Elle est située hors unité urbaine. Par ailleurs la commune fait partie de l'aire d'attraction d'Auch, dont elle est une commune de la couronne,. Cette aire, qui regroupe 112 communes, est catégorisée dans les aires de 50 000 à moins de 200 000 habitants,.

### Occupation des sols
L'occupation des sols de la commune, telle qu'elle ressort de la base de données européenne d’occupation biophysique des sols Corine Land Cover (CLC), est marquée par l'importance des territoires agricoles (81,8 % en 2018), en augmentation par rapport à 1990 (78 %). La répartition détaillée en 2018 est la suivante : 
terres arables (54,1 %), zones agricoles hétérogènes (27,7 %), forêts (18,2 %). L'évolution de l’occupation des sols de la commune et de ses infrastructures peut être observée sur les différentes représentations cartographiques du territoire : la carte de Cassini (XVIIIe siècle), la carte d'état-major (1820-1866) et les cartes ou photos aériennes de l'IGN pour la période actuelle (1950 à aujourd'hui).

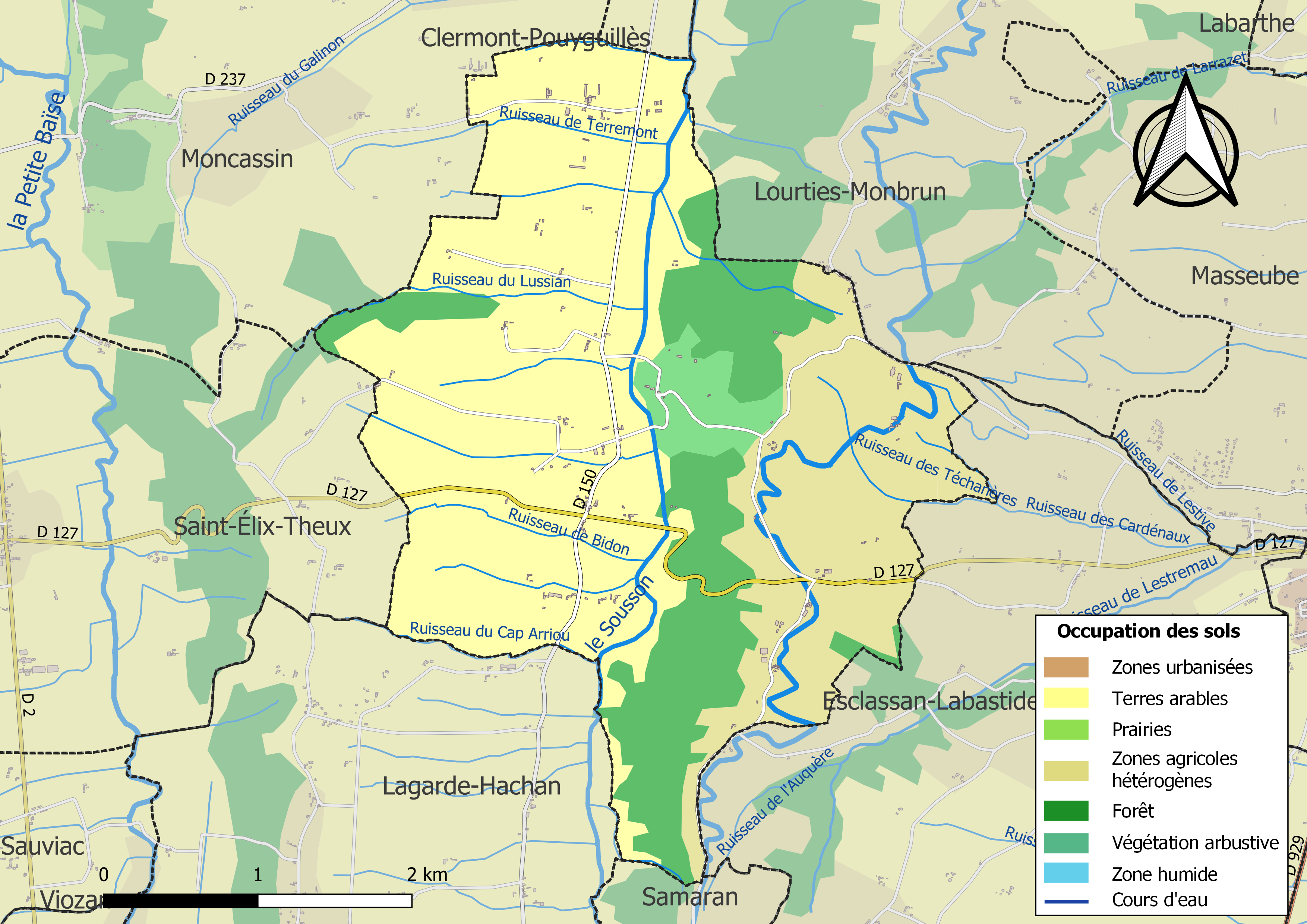
Carte des infrastructures et de l'occupation des sols de la commune en 2018 (CLC).

### Voies de communication et transports

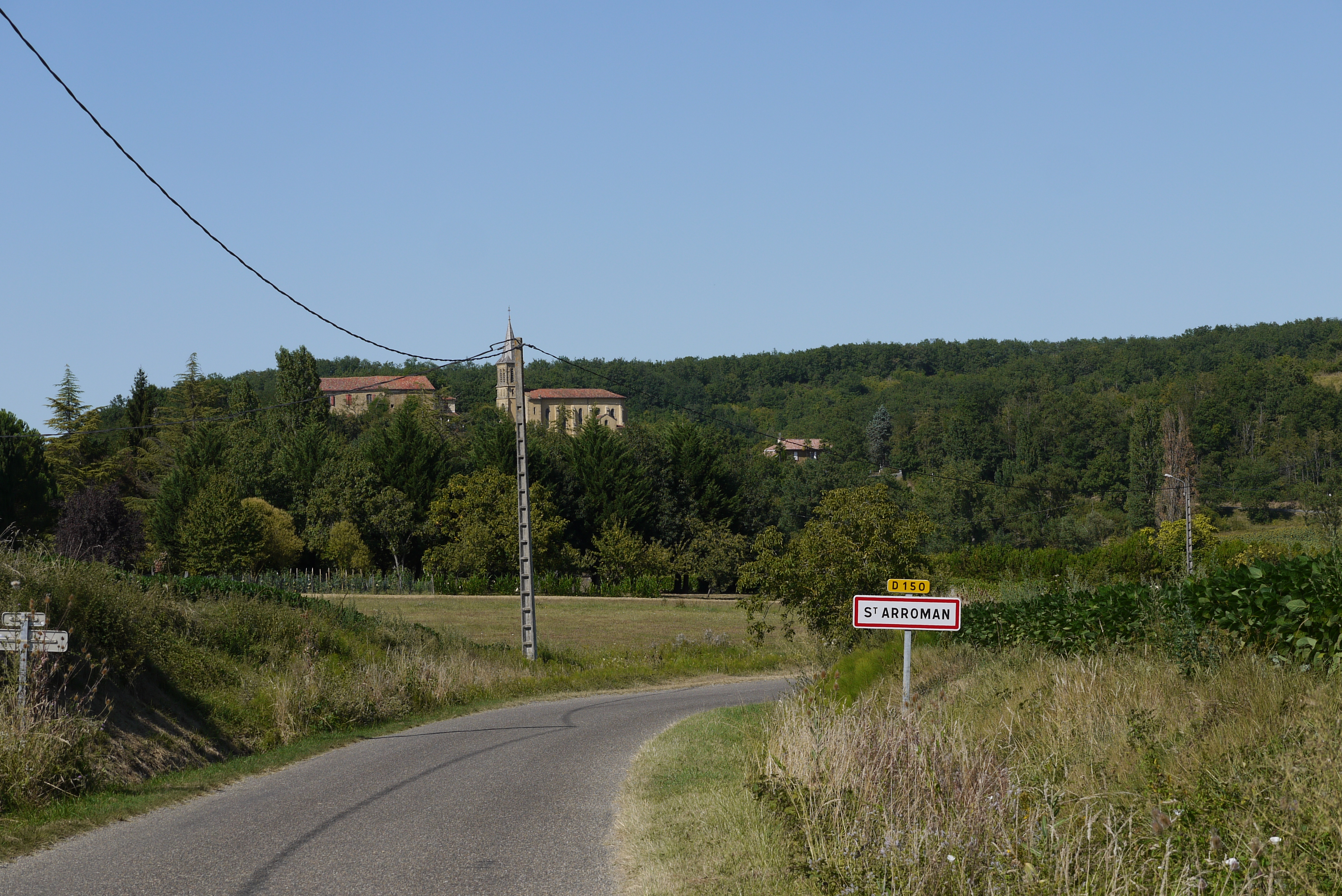
Entrée sud du village sur la D150.

### Risques majeurs
Le territoire de la commune de Saint-Arroman est vulnérable à différents aléas naturels : météorologiques (tempête, orage, neige, grand froid, canicule ou sécheresse) et séisme (sismicité faible). Un site publié par le BRGM permet d'évaluer simplement et rapidement les risques d'un bien localisé soit par son adresse soit par le numéro de sa parcelle.

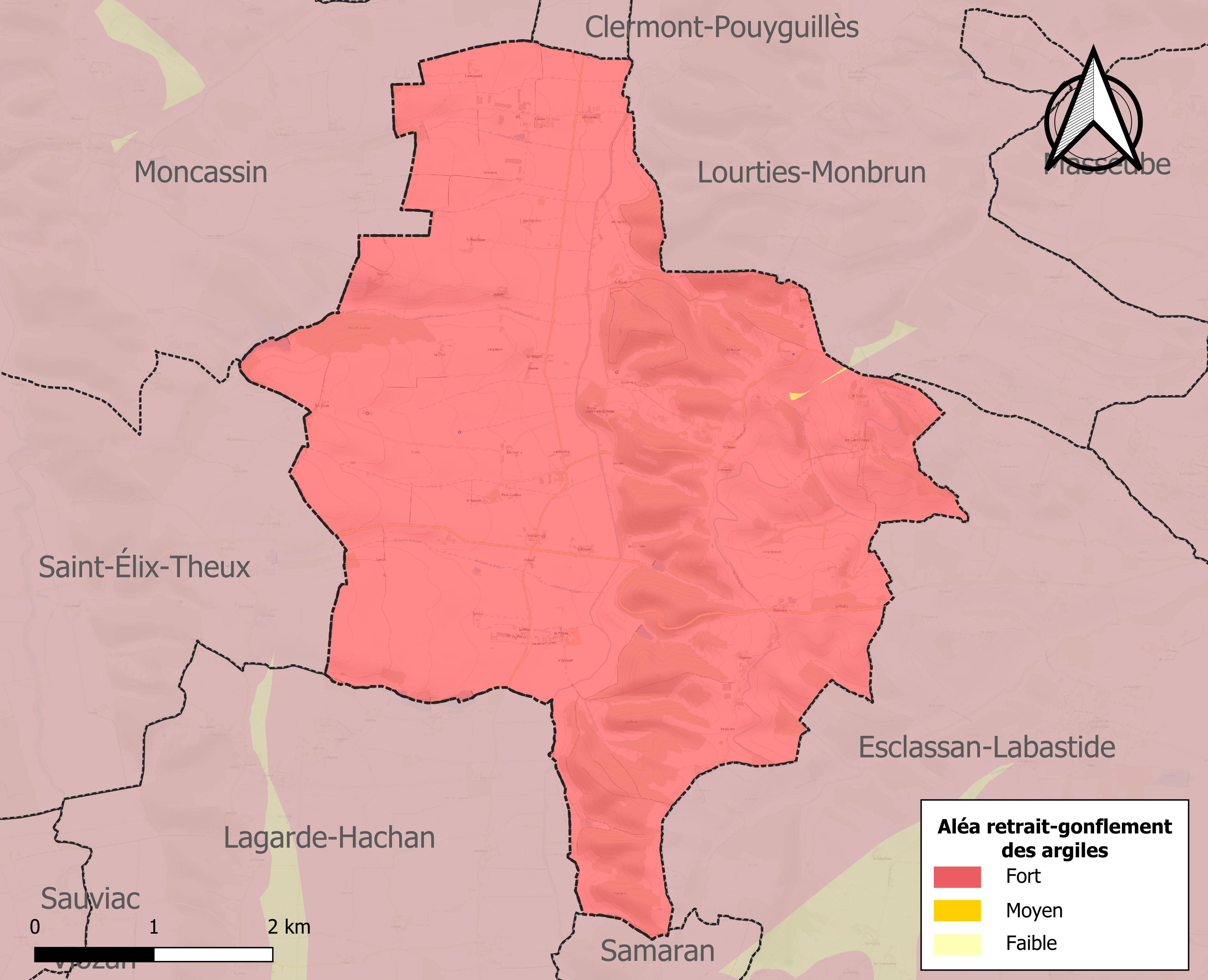
Carte des zones d'aléa retrait-gonflement des sols argileux de Saint-Arroman.

Le retrait-gonflement des sols argileux est susceptible d'engendrer des dommages importants aux bâtiments en cas d’alternance de périodes de sécheresse et de pluie. La totalité de la commune est en aléa moyen ou fort (94,5 % au niveau départemental et 48,5 % au niveau national). Sur les 69 bâtiments dénombrés sur la commune en 2019, 69 sont en aléa moyen ou fort, soit 100 %, à comparer aux 93 % au niveau départemental et 54 % au niveau national. Une cartographie de l'exposition du territoire national au retrait gonflement des sols argileux est disponible sur le site du BRGM,.
Par ailleurs, afin de mieux appréhender le risque d’affaissement de terrain, l'inventaire national des cavités souterraines permet de localiser celles situées sur la commune.
La commune a été reconnue en état de catastrophe naturelle au titre des dommages causés par les inondations et coulées de boue survenues en 1999, 2000, 2003, 2009 et 2014. Concernant les mouvements de terrains, la commune a été reconnue en état de catastrophe naturelle au titre des dommages causés par la sécheresse en 1989, 1991 et 2016 et par des mouvements de terrain en 1999.

## Toponymie
Arroman est la version gasconne du prénom occitan Roman ou Romain en Français.
Durant la Révolution française, la commune est renommée Égalité-Sousson.

## Politique et administration

### Liste des maires

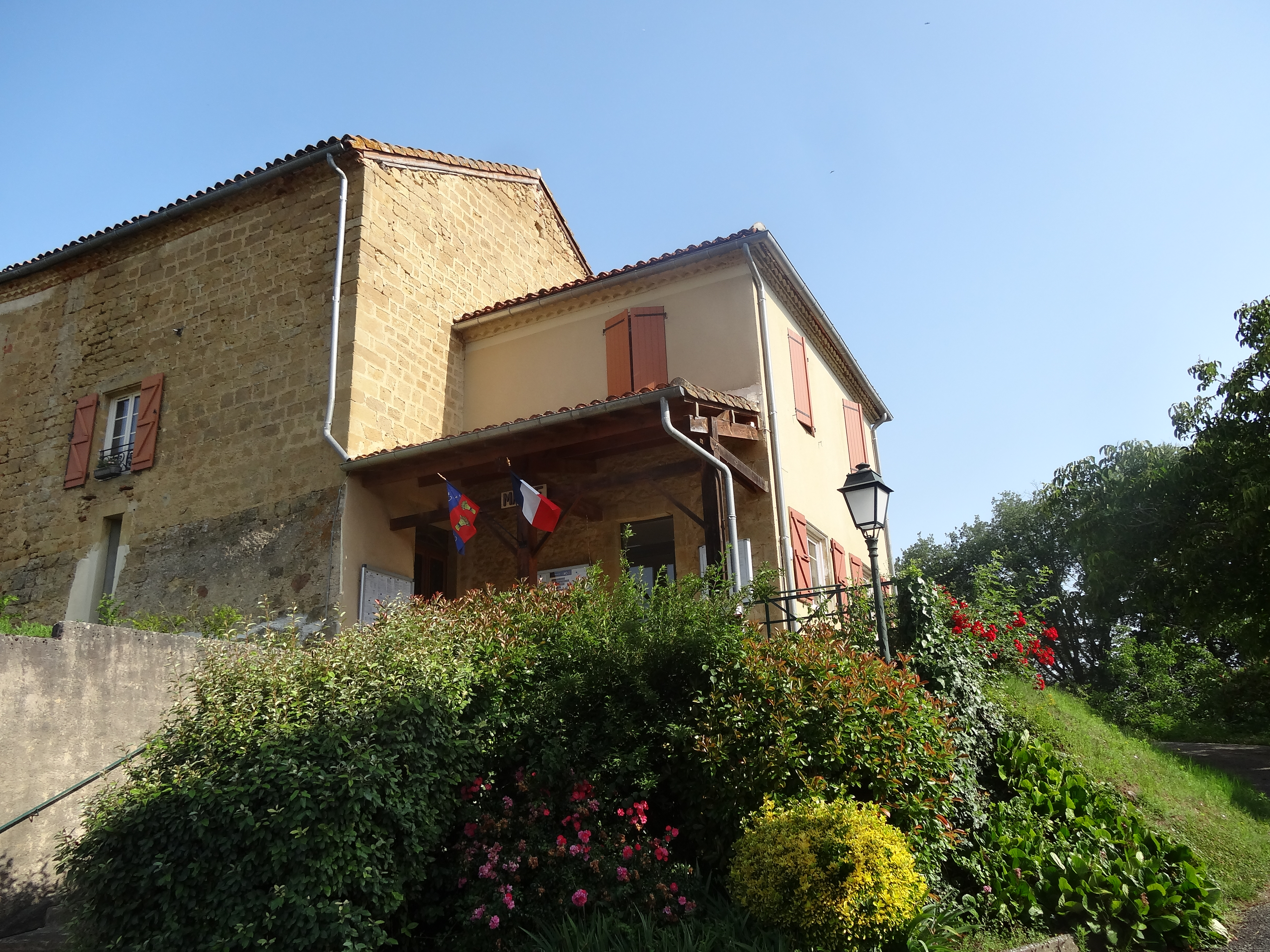
La mairie.

| Période                                  | Période  | Identité       | Étiquette | Qualité              |
| ---------------------------------------- | -------- | -------------- | --------- | -------------------- |
| mars 2004                                | En cours | Jean-René Brun | DVD       | Agriculteur retraité |
| Les données manquantes sont à compléter. |          |                |           |                      |

## Population et société

### Démographie
L'évolution du nombre d'habitants est connue à travers les recensements de la population effectués dans la commune depuis 1793. Pour les communes de moins de 10 000 habitants, une enquête de recensement portant sur toute la population est réalisée tous les cinq ans, les populations de référence des années intermédiaires étant quant à elles estimées par interpolation ou extrapolation. Pour la commune, le premier recensement exhaustif entrant dans le cadre du nouveau dispositif a été réalisé en 2004.

En 2022, la commune comptait 126 habitants, en évolution de −8,7 % par rapport à 2016 (Gers : +1,04 %, France hors Mayotte : +2,11 %).
| 1793 | 1800 | 1806 | 1821 | 1831 | 1841 | 1846 | 1851 | 1856 |
| ---- | ---- | ---- | ---- | ---- | ---- | ---- | ---- | ---- |
| 250  | 254  | 257  | 276  | 458  | 463  | 419  | 446  | 444  |

| 1861 | 1866 | 1872 | 1876 | 1881 | 1886 | 1891 | 1896 | 1901 |
| ---- | ---- | ---- | ---- | ---- | ---- | ---- | ---- | ---- |
| 408  | 416  | 402  | 416  | 374  | 355  | 322  | 274  | 285  |

| 1906 | 1911 | 1921 | 1926 | 1931 | 1936 | 1946 | 1954 | 1962 |
| ---- | ---- | ---- | ---- | ---- | ---- | ---- | ---- | ---- |
| 284  | 244  | 217  | 219  | 211  | 220  | 192  | 182  | 165  |

| 1968 | 1975 | 1982 | 1990 | 1999 | 2004 | 2006 | 2009 | 2014 |
| ---- | ---- | ---- | ---- | ---- | ---- | ---- | ---- | ---- |
| 173  | 163  | 154  | 132  | 126  | 132  | 138  | 136  | 138  |

| 2019 | 2022 | - | - | - | - | - | - | - |
| ---- | ---- | - | - | - | - | - | - | - |
| 136  | 126  | - | - | - | - | - | - | - |

### Manifestations culturelles et festivités

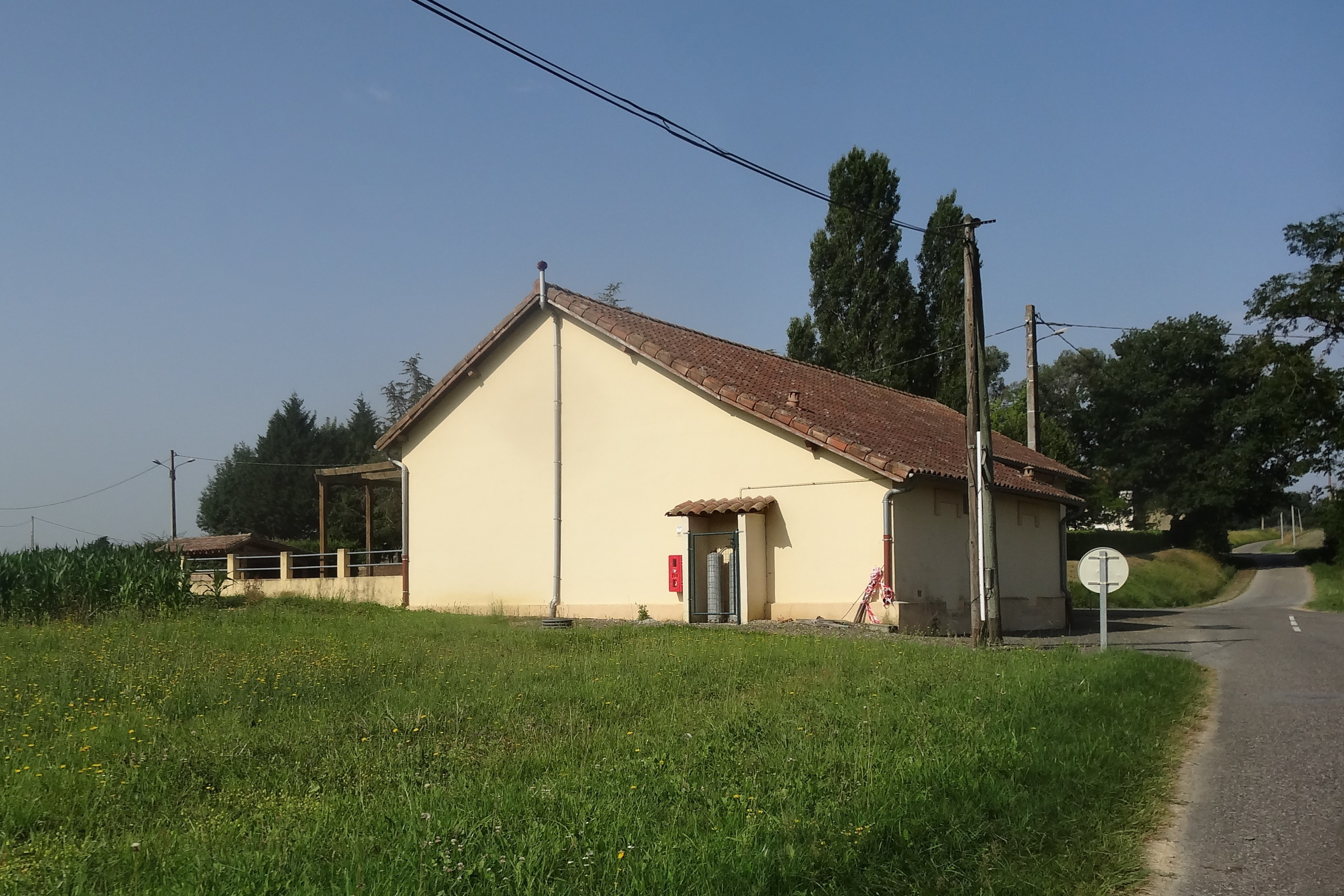
La salle des fêtes.

- Fête patronale : dimanche suivant le 9 août[23].
- Fête locale : deuxième week-end d'août[24].
- Concours de belote : octobre à mars.

## Économie

### Emploi
|                | 2008  | 2013  | 2018  |
| -------------- | ----- | ----- | ----- |
| Commune        | 1,5 % | 3,7 % | 1,1 % |
| Département    | 6,1 % | 7,5 % | 8,2 % |
| France entière | 8,3 % | 10 %  | 10 %  |

En 2018, la population âgée de 15 à 64 ans s'élève à 90 personnes, parmi lesquelles on compte 69,7 % d'actifs (68,5 % ayant un emploi et 1,1 % de chômeurs) et 30,3 % d'inactifs,. Depuis 2008, le taux de chômage communal (au sens du recensement) des 15-64 ans est inférieur à celui de la France et du département.
La commune fait partie de la couronne de l'aire d'attraction d'Auch, du fait qu'au moins 15 % des actifs travaillent dans le pôle,. Elle compte 37 emplois en 2018, contre 49 en 2013 et 44 en 2008. Le nombre d'actifs ayant un emploi résidant dans la commune est de 61, soit un indicateur de concentration d'emploi de 60,7 % et un taux d'activité parmi les 15 ans ou plus de 51,2 %.
Sur ces 61 actifs de 15 ans ou plus ayant un emploi, 15 travaillent dans la commune, soit 25 % des habitants. Pour se rendre au travail, 80,3 % des habitants utilisent un véhicule personnel ou de fonction à quatre roues, 4,9 % s'y rendent en deux-roues, à vélo ou à pied et 14,8 % n'ont pas besoin de transport (travail au domicile).

### Activités hors agriculture
9 établissements sont implantés  à Saint-Arroman au 31 décembre 2019.
Le secteur des activités spécialisées, scientifiques et techniques et des activités de services administratifs et de soutien est prépondérant sur la commune puisqu'il représente 33,3 % du nombre total d'établissements de la commune (3 sur les 9 entreprises implantées  à Saint-Arroman), contre 14,4 % au niveau départemental.

### Agriculture

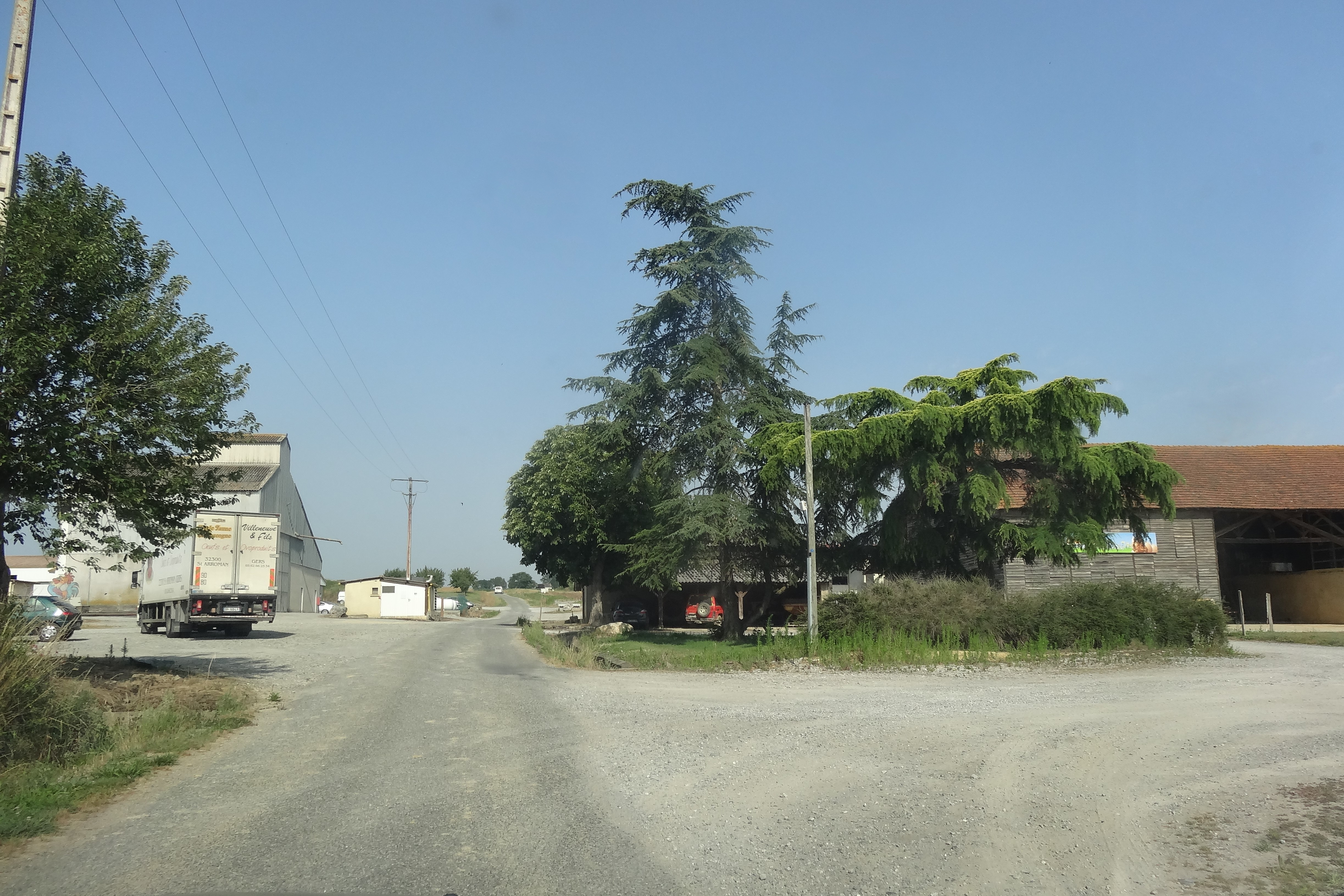
Exploitation agricole d’œufs et d'ovoproduits située sur la commune.

La commune est dans l'Astarac, une petite région agricole englobant tout le Sud du département du Gers, un quart de sa superficie, et correspond au pied de lʼéventail gascon. En 2020, l'orientation technico-économique de l'agriculture  sur la commune est la combinaisons de granivores (porcins, volailles).
|               | 1988 | 2000  | 2010  | 2020  |
| ------------- | ---- | ----- | ----- | ----- |
| Exploitations | 28   | 19    | 19    | 16    |
| SAU (ha)      | 918  | 1 225 | 1 198 | 1 037 |

Le nombre d'exploitations agricoles en activité et ayant leur siège dans la commune est passé de 28 lors du recensement agricole de 1988  à 19 en 2000 puis à 19 en 2010 et enfin à 16 en 2020, soit une baisse de 43 % en 32 ans. Le même mouvement est observé à l'échelle du département qui a perdu pendant cette période 51 % de ses exploitations,. La surface agricole utilisée sur la commune a quant à elle augmenté, passant de 918 ha en 1988 à 1 037 ha en 2020. Parallèlement la surface agricole utilisée moyenne par exploitation a augmenté, passant de 33 à 65 ha.

## Culture locale et patrimoine

### Lieux et monuments
- Église Saint-Romain.

L'église Saint-Romain
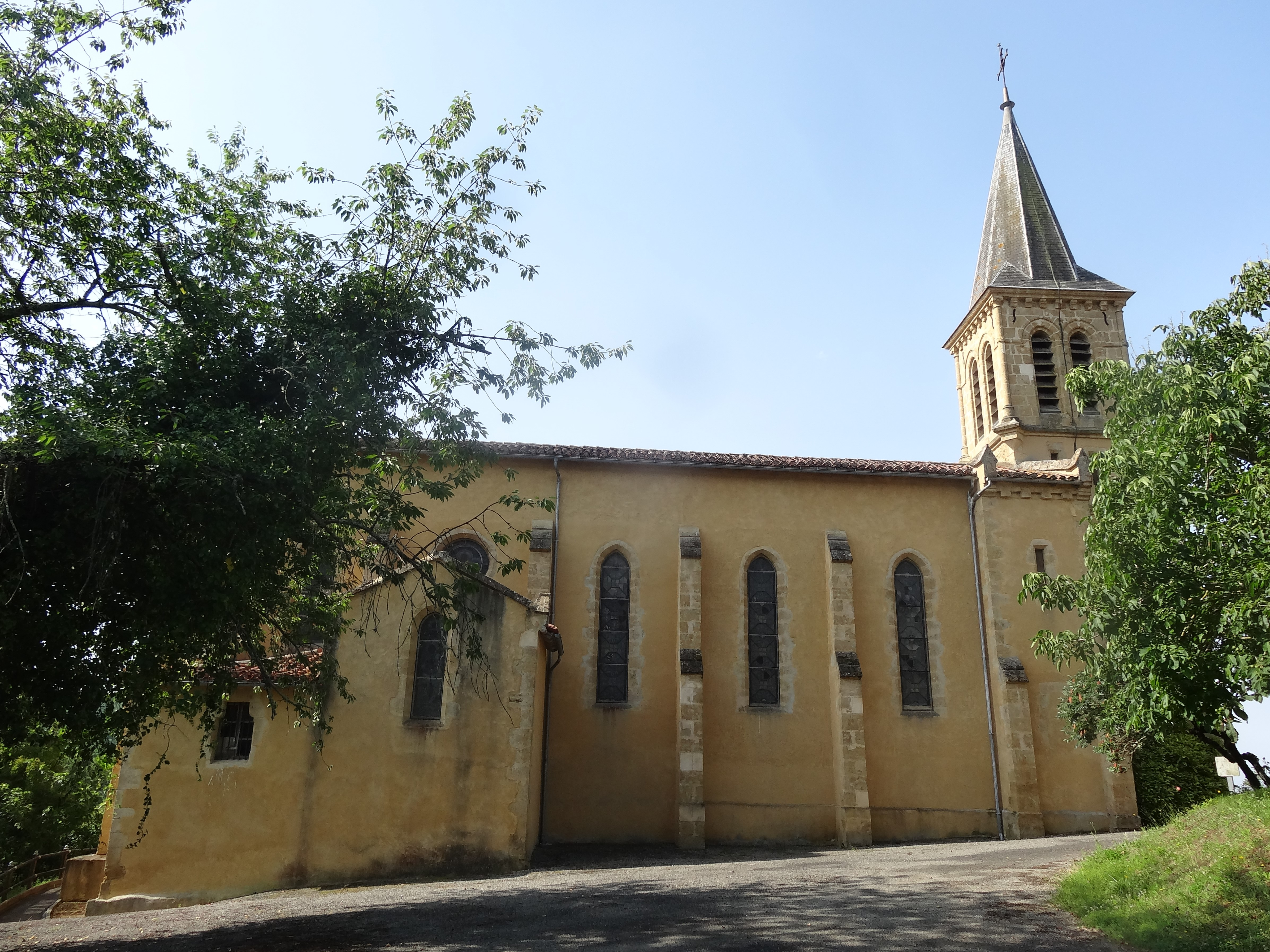
Le monument vu du nord.
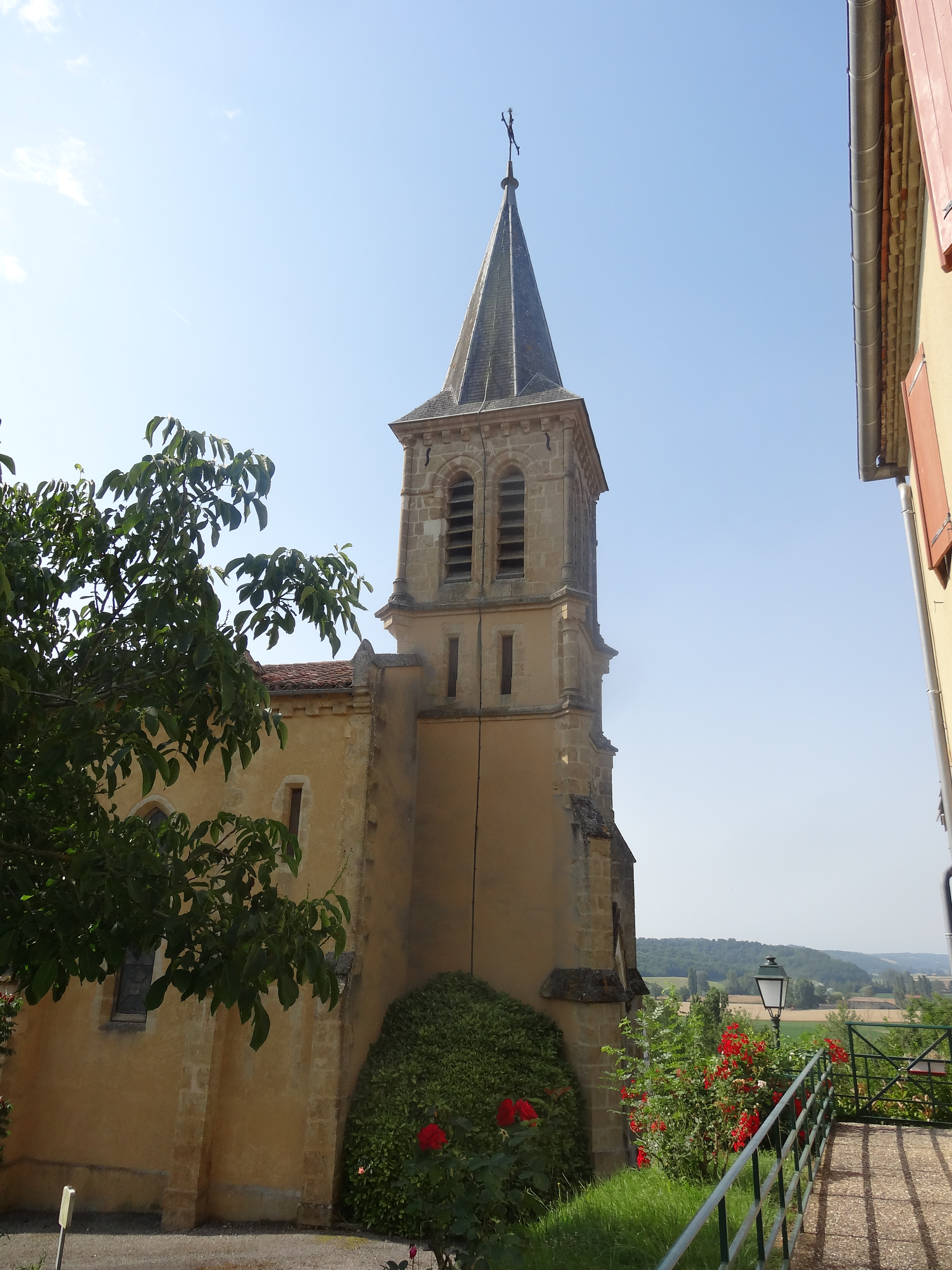
Le clocher.
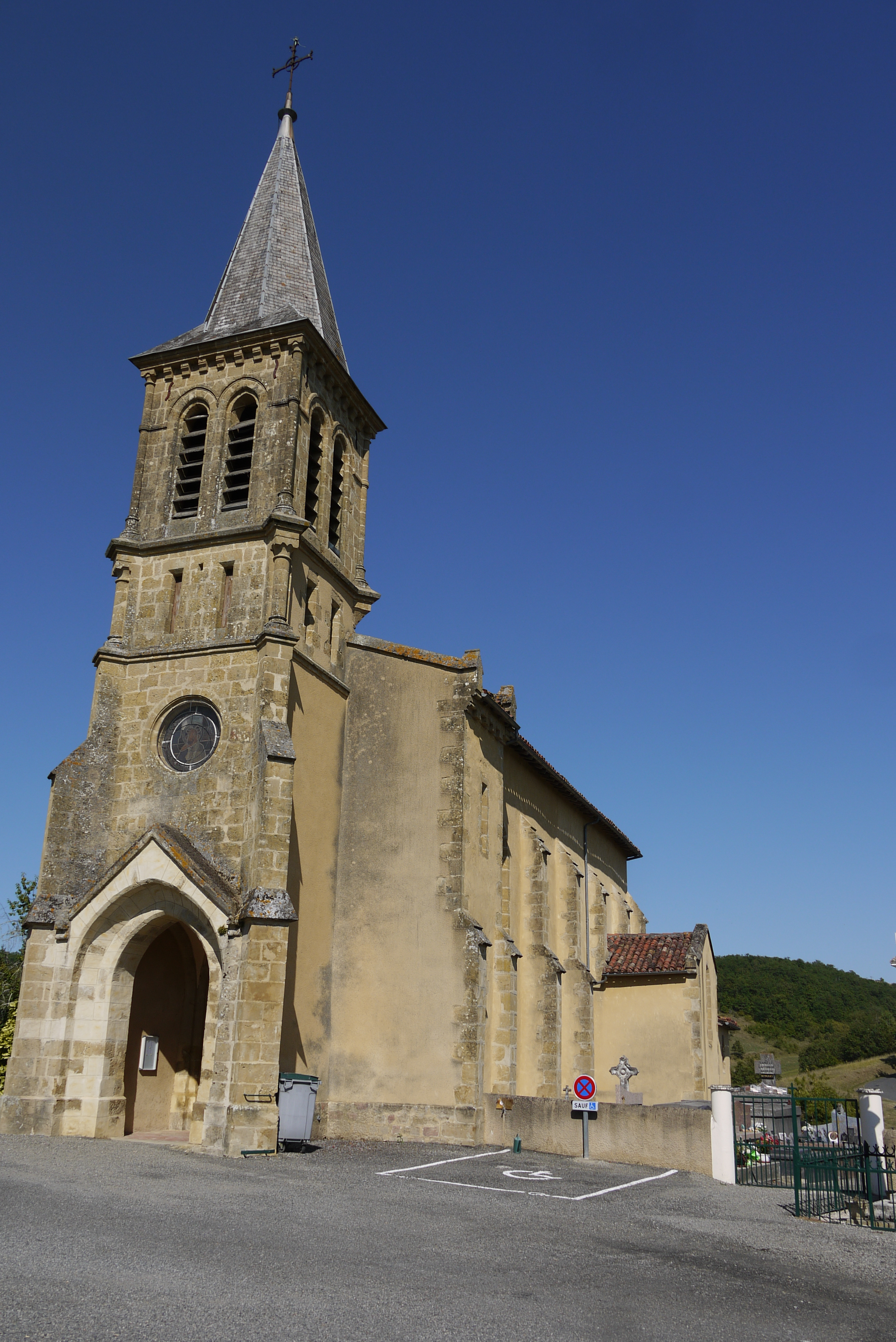
Vue ouest.
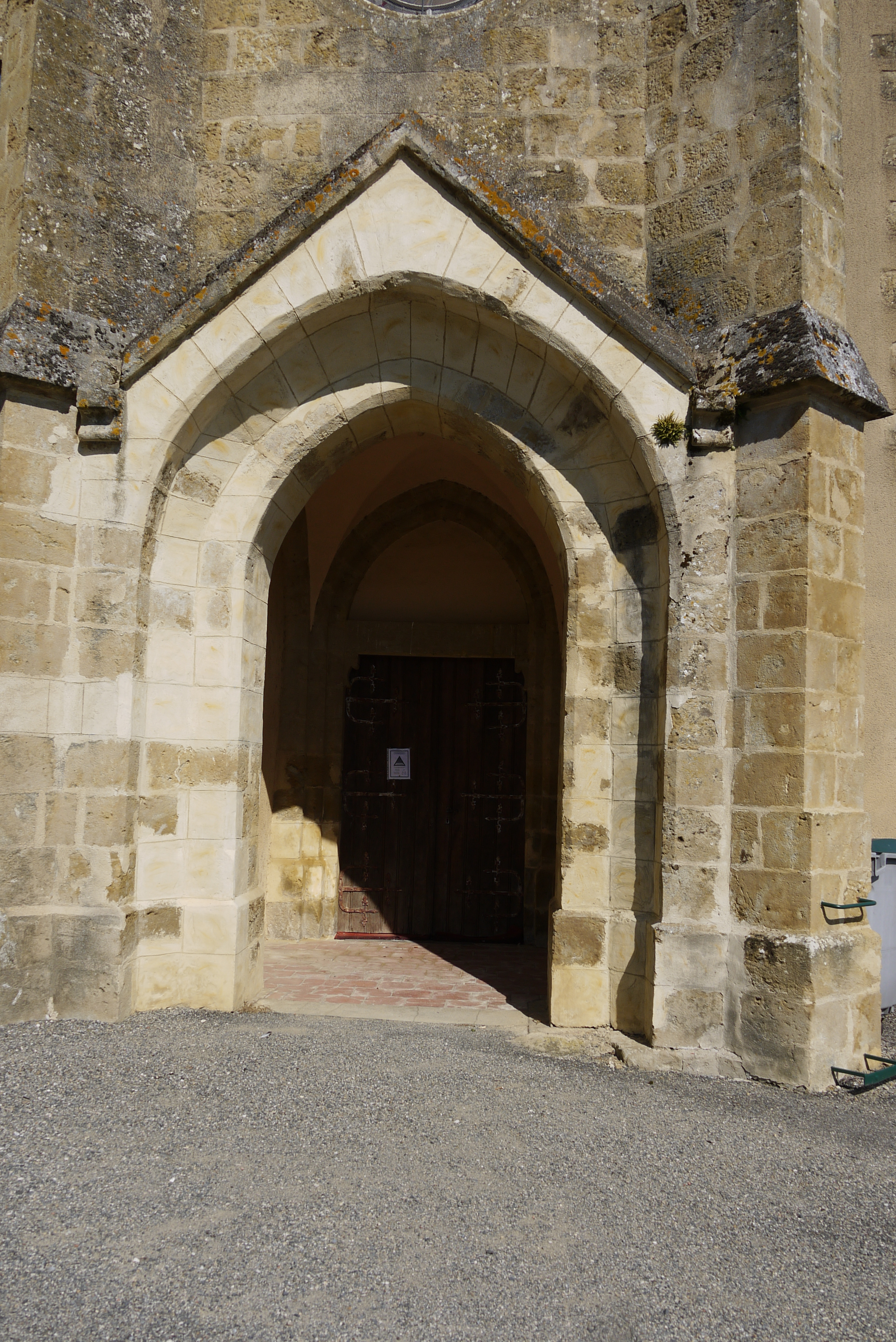
Le portail.

- Château de la butte de Saint-Arroman, près de la mairie et de l'église Saint-Romain. Propriété privée, ne se visite pas.

Le château
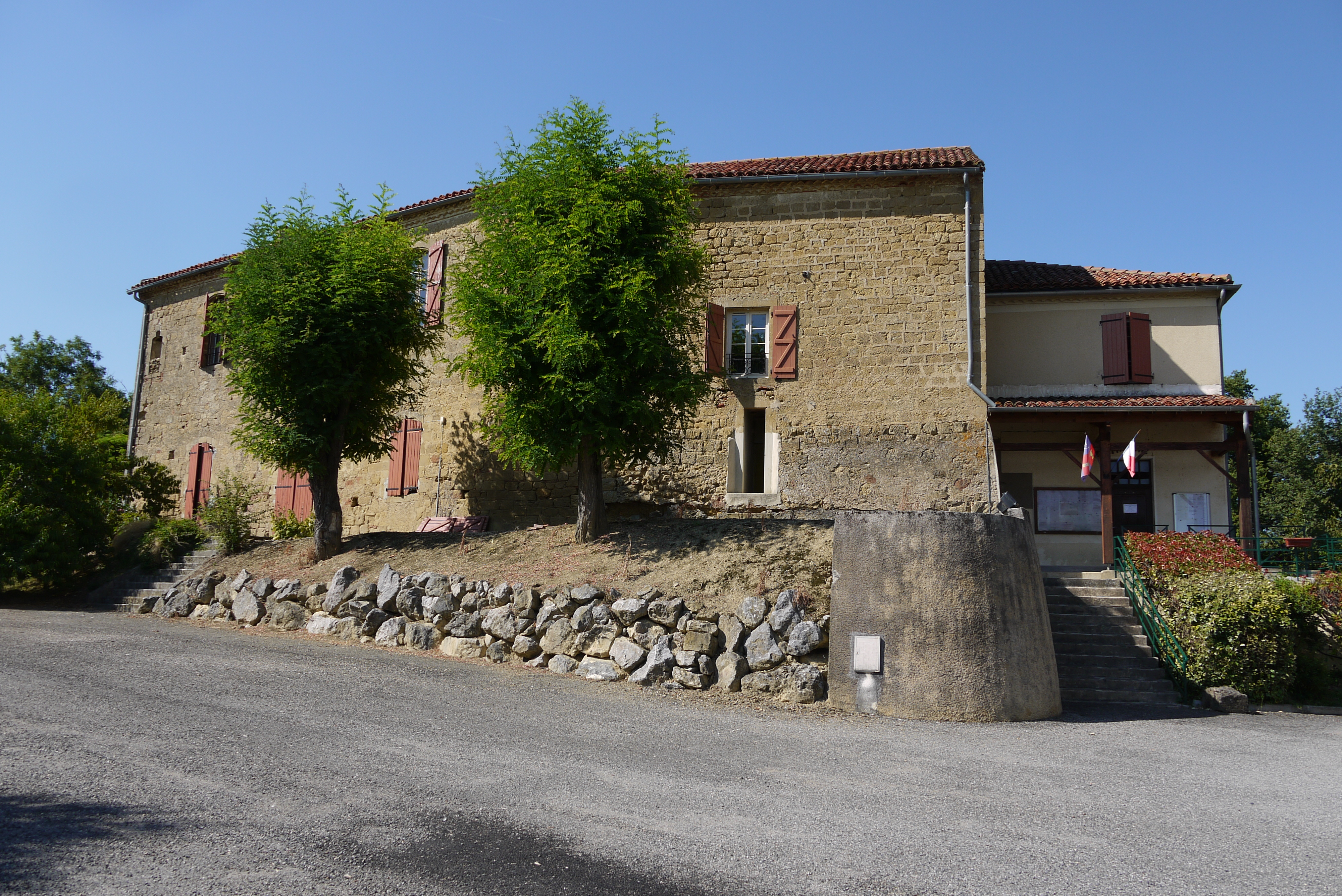
L'édifice ainsi que le mairie adjacente en 2016.
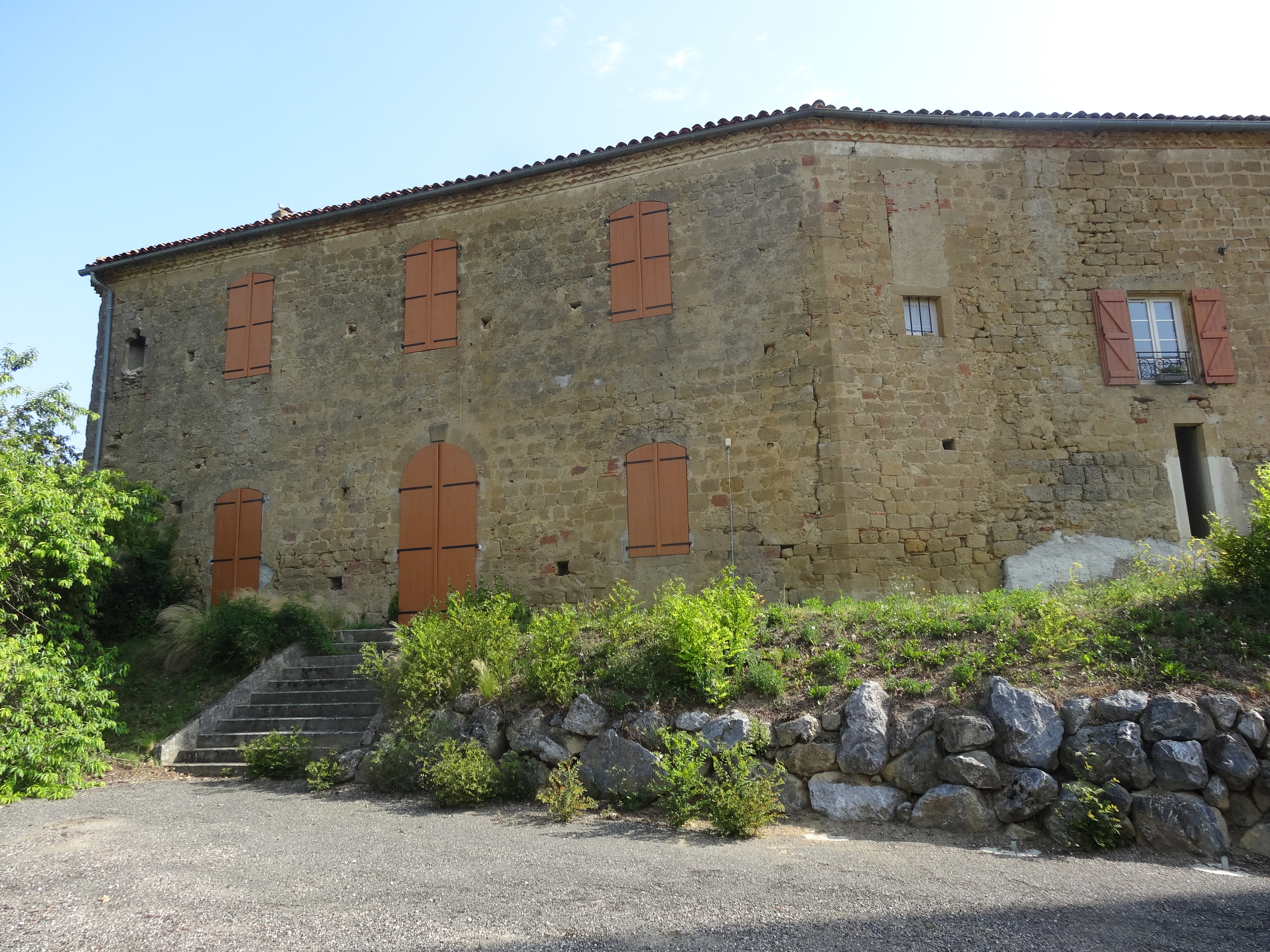
Autre vue en 2019.
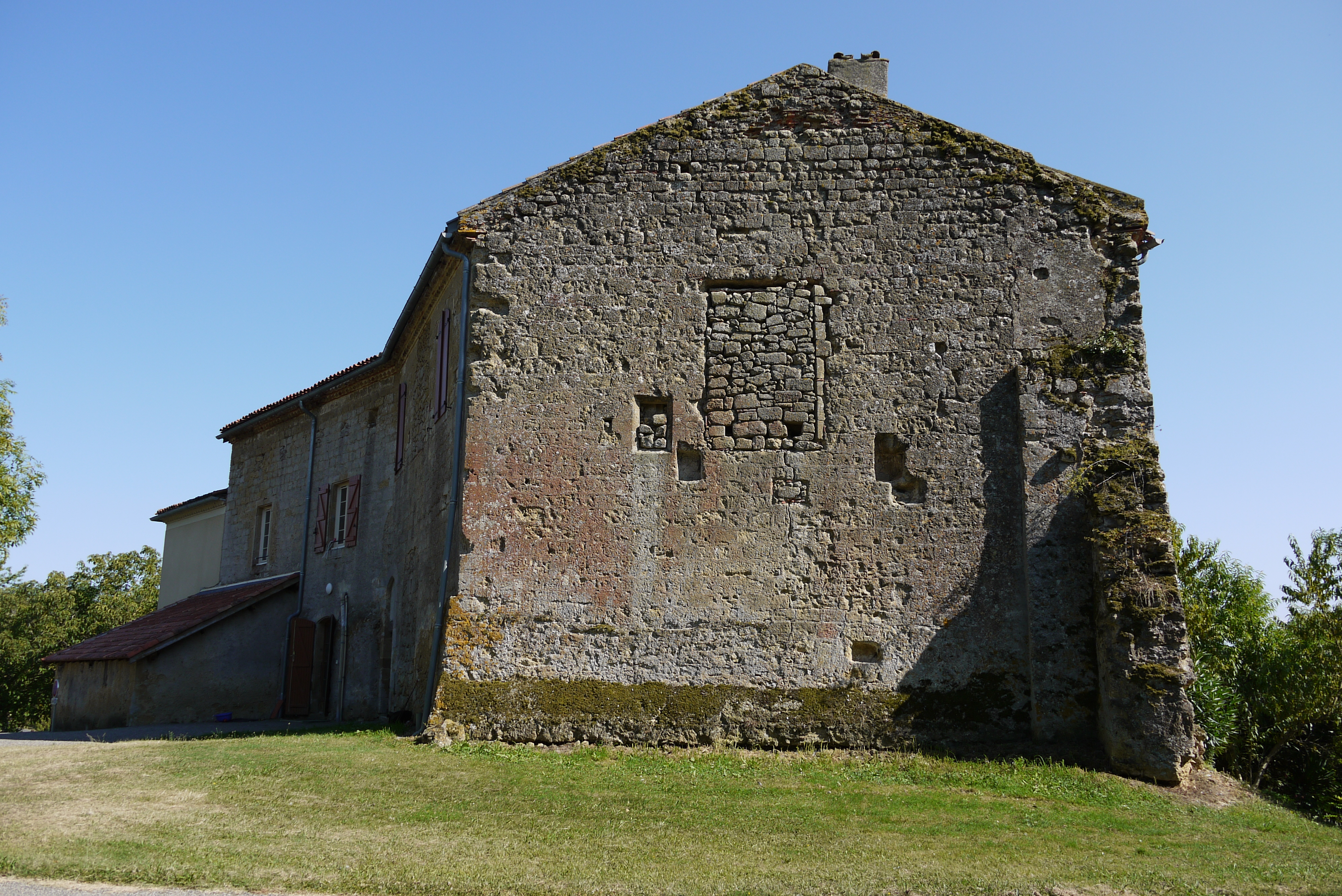
La façade ouest...
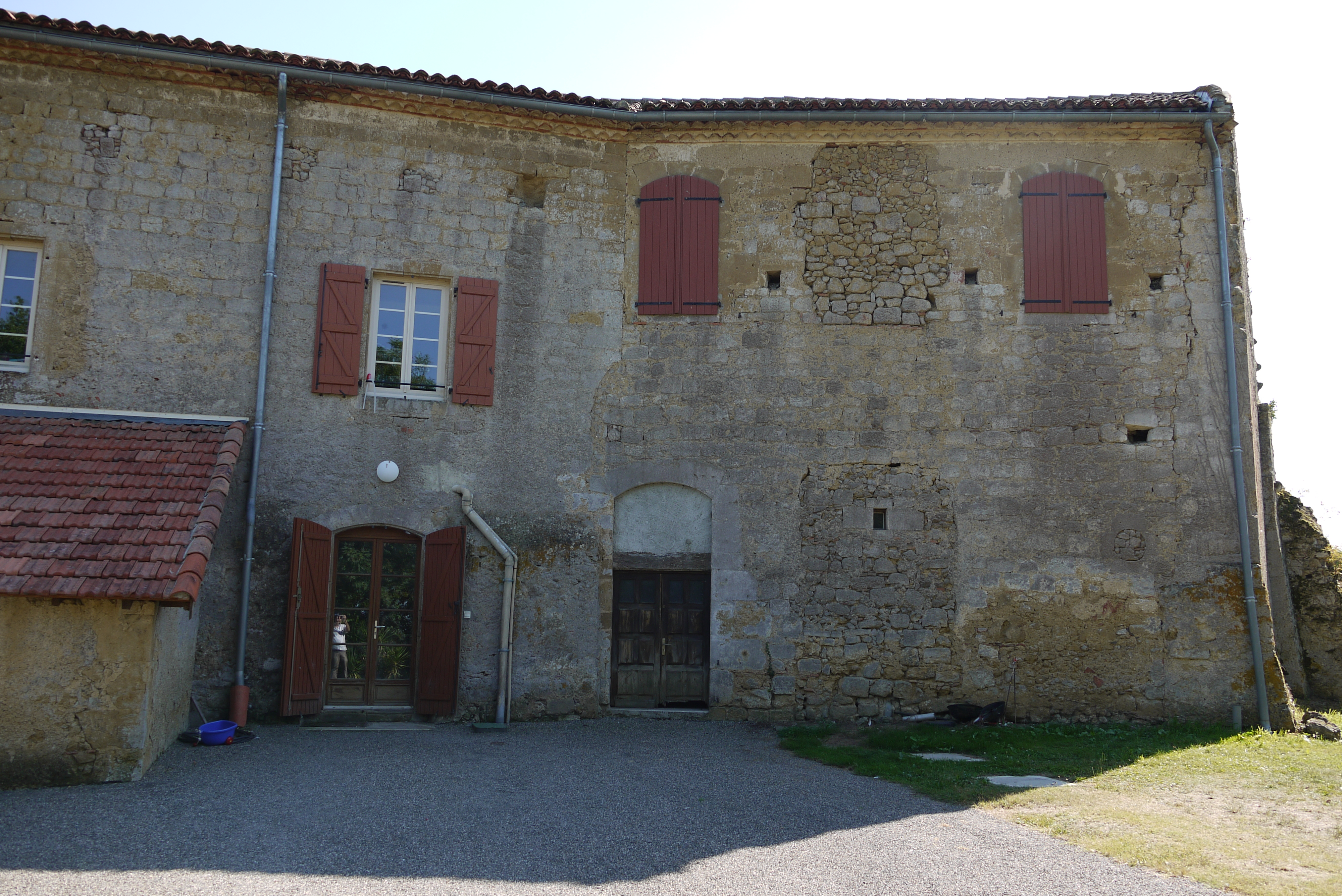
... et la façade nord.

Autres lieux et monuments
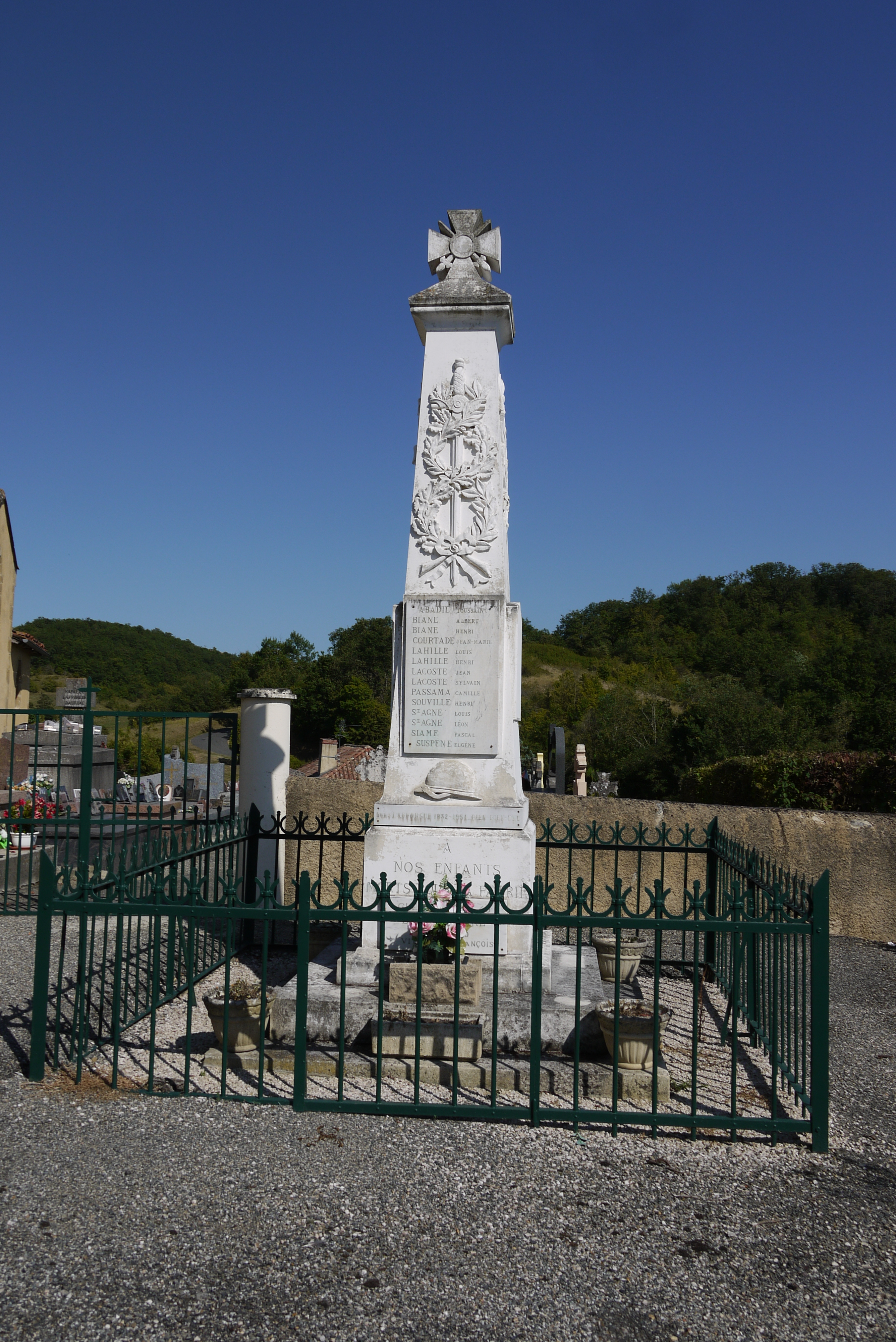
Le monument aux morts.
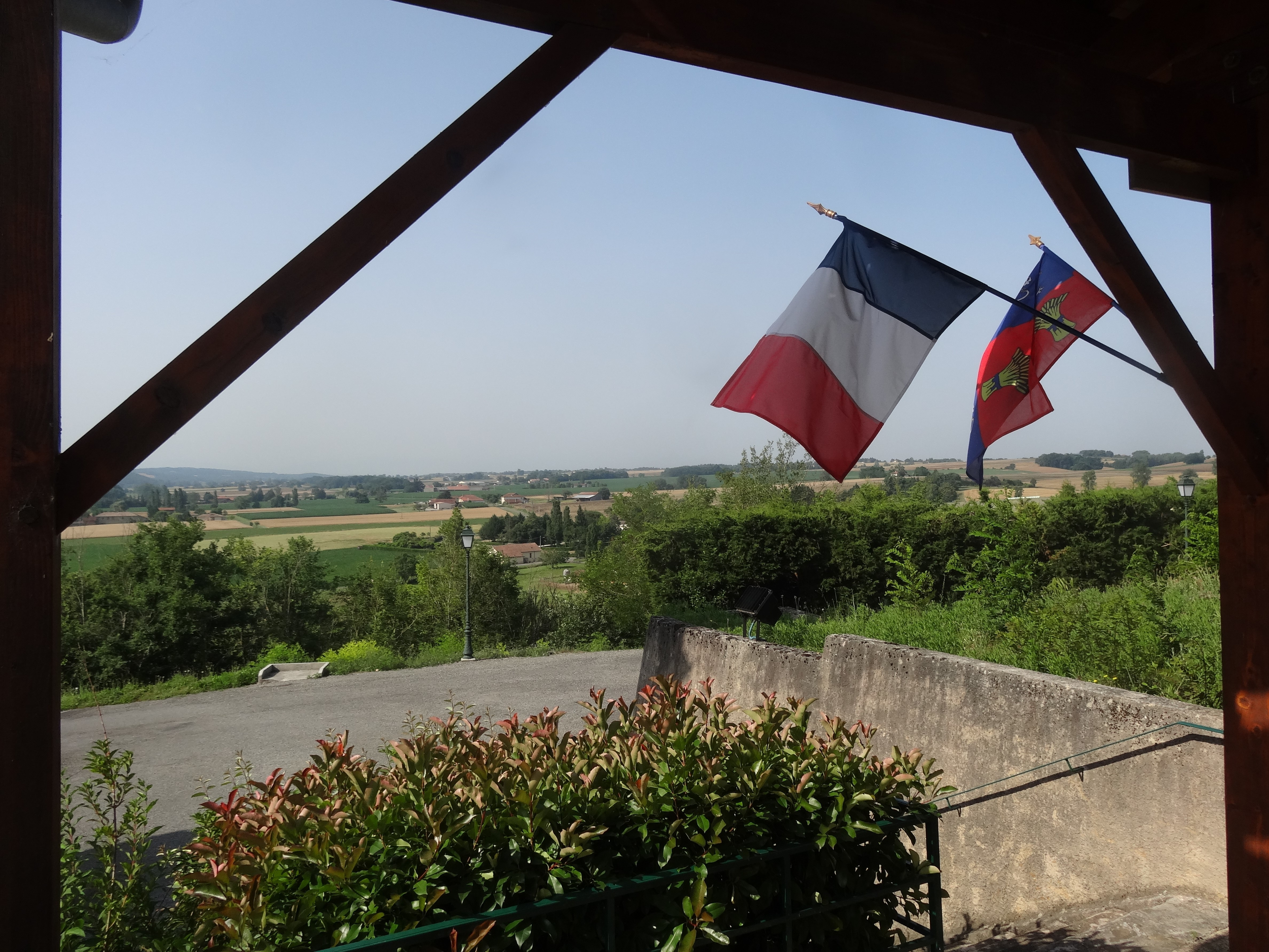
Drapeaux de la mairie et point de vue.
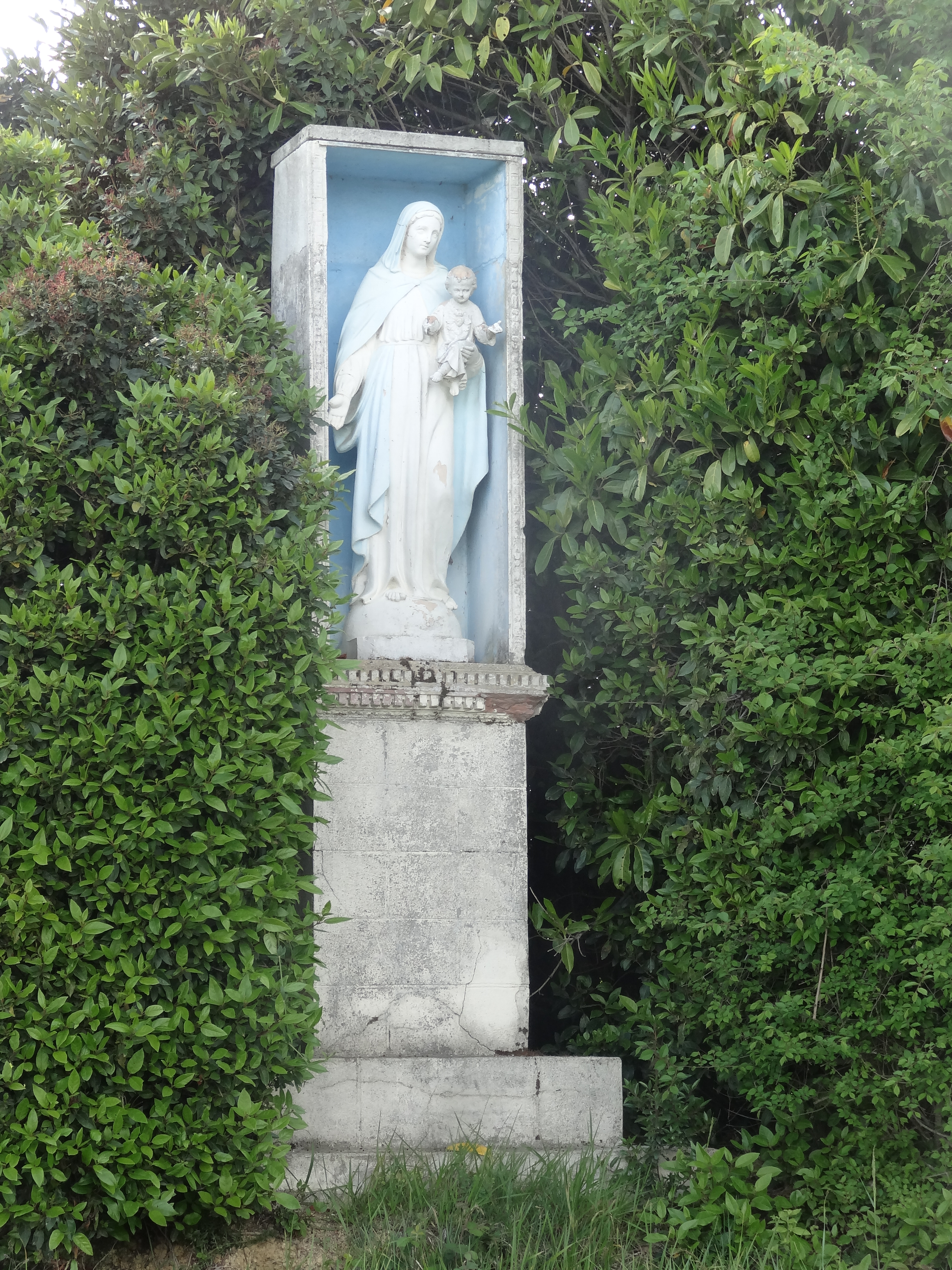
Vierge à l'Enfant située sur les hauteurs de la commune.

### Héraldique
| Blason de Saint-Arroman | Blason  | D'or à la bande d'azur chargée d'une tête de licorne coupée d'argent entre deux étoiles du champ, le tout posé à plomb, ladite bande accompagnée de deux fleurs de lys de gueules à la barrette d'azur. |
| Blason de Saint-Arroman | Détails | Le statut officiel du blason reste à déterminer. |